# The Family Circus
The Family Circus (« Le Cirque familial ») est une série de dessin d'humour créée par l'Américain Bil Keane et diffusée dans la presse américaine par King Features Syndicate depuis le 19 février 1960. Il l'a réalisée jusqu'à sa mort en 2011, assisté dans les dernières années pour l'encrage et la couleur par son fils Jeff Keane (en), lequel a ensuite repris la série.
Ces dessins humoristiques mettent en scène une famille américaine moyenne avec quatre jeunes enfants de 18 mois à 7 ans. Malgré son manque d'originalité, la série est rapidement devenue très populaire aux États-Unis. Au milieu des années 2000, elle était diffusée dans plus de 1500 journaux, ce qui en faisant la série de dessin d'humour la plus populaire au monde.